# Gustav Řezníček
Gustav Řezníček (* 25. února 1969 Zlín) je český herec, od roku 1995 člen souboru Městského divadla Zlín.

## Život
Dětství prožil v Otrokovicích, kde vystudoval základní školu i gymnázium. V tomto městě získal i první zkušenosti s herectvím, a to v rámci ochotnického souboru Racek. V letech 1987 až 1991 vystudoval činoherní herectví na Divadelní fakultě Janáčkovy akademie múzických umění v Brně.
Už v průběhu studia hostoval v brněnském HaDivadle, kde po dokončení školy získal stálé angažmá a v letech 1991 až 1994 hrál. Od roku 1995 je členem souboru Městského divadla Zlín, kde ztvárnil již desítky rolí včetně hlavních. Občas se objevuje v televizních seriálech, příležitostně také pracuje i pro dabing. Vyučuje také na ZUŠ Otrokovice.